# Tucker Gates
Tucker Gates (geb. vor 1989) ist ein US-amerikanischer Fernsehregisseur und Fernsehproduzent.

## Leben
Tucker Gates fing in den frühen 1990er-Jahren bei einigen Fernsehserien als Produzent an. So war er an der kurzlebigen Serie Der Bischof des Teufels und dem 21-Jump-Street-Spin-off Booker beteiligt. Danach arbeitete er hauptsächlich als Regisseur bei Network-Serien wie Parker Lewis – Der Coole von der Schule, Der Polizeichef, Palm Beach-Duo, Space 2063 und Nash Bridges. Er arbeitete auch häufig für Serien, deren Konzept von J. J. Abrams entworfen wurde, wie bei Alias – Die Agentin und Lost. Außerdem führte er schon Regie bei Weeds – Kleine Deals unter Nachbarn, Carnivàle, der Pilotfolge von Point Pleasant und bei Huff – Reif für die Couch, Boston Legal, Roswell, Brothers & Sisters. 2009 fungierte er dann noch als Produzent bei der NBC-Serie Kings. Zuletzt inszenierte er Episoden der Serien Undercovers, Parks and Recreation, Dr. House, Homeland, Bates Motel und House of Cards.
Tucker war ein Fan von Earl Anthony und schaute sich oft die Spielshow Pro Bowlers Tour an.

## Filmografie (Auswahl)
Als Regisseur
- 1989–1990: 21 Jump Street – Tatort Klassenzimmer (21 Jump Street, 2 Episoden)
- 1991: Parker Lewis – Der Coole von der Schule (Parker Lewis Can’t Lose, Episode 2x10)
- 1991–1992: Der Polizeichef (The Commish, 4 Episoden)
- 1993–1994: Palm Beach-Duo (Silk Stalkings, 6 Episoden)
- 1995: Space 2063 (Space: Above and Beyond, Episode 1x11)
- 1996: Dark Skies – Tödliche Bedrohung (Dark Skies, Episode 1x03)
- 1996–1997: Akte X – Die unheimlichen Fälle des FBI (Akte X, 2 Episoden)
- 1996–1997: Nash Bridges (3 Episoden)
- 1999: Providence (Episode 1x03)
- 1999: Angel – Jäger der Finsternis (Angel, Episode 1x09)
- 2001–2002: Der Job (13 Episoden)
- 2002: CSI: Miami (Episode 1x03)
- 2002: CSI: Den Tätern auf der Spur (CSI: Crime Scene Investigation, Episode 3x04)
- 2004: Boston Legal (Episode 1x06)
- 2004: Huff – Reif für die Couch (Huff, Episode 1x04)
- 2004–2010: Lost (7 Episoden)
- 2005: Carnivàle (Episode 2x06)
- 2005: Point Pleasant (Episode 1x01)
- 2005–2006: Alias – Die Agentin (Alias, 5 Episoden)
- 2005–2006: Weeds – Kleine Deals unter Nachbarn (Weeds, 2 Episoden)
- 2006, 2008: Brothers & Sisters (2 Episoden)
- 2006–2011: The Office (4 Episoden)
- 2007: Samantha Who? (2 Episoden)
- 2008: Life (Episode 2x06)
- 2009: Heroes (Episode 4x07)
- 2010: Undercovers (2 Episoden)
- 2010–2011: Dr. House (House, 2 Episoden)
- 2011: Parks and Recreation (Episode 3x04)
- 2011: New Girl (Episode 1x13)
- 2011, 2015, 2017: Homeland (3 Episoden)
- 2012: Touch (Episode 1x04)
- 2013–2017: Bates Motel (17 Episoden)
- 2015–2016: House of Cards (4 Episoden)
- 2017: The Orville (Episode 1x07)

Als Produzent
- 1989: Der Bischof des Teufels (Unsub, acht Episoden)
- 1989–1990: Booker (22 Episoden)
- 2001–2002: Der Job (The Job, neun Episoden)
- 2009: Kings (Zehn Episoden)